# Campeonato Mundial de Ginástica Artística de 2011 - Argolas masculino
A competição das argolas masculino do Campeonato Mundial de Ginástica Artística de 2010 foi sua final disputada no dia 15 de outubro. A qualificatória que definiu os ginastas finalistas foi disputada em 9 e 10 de outubro.

## Medalhistas
| Ouro   | CHN Chen Yibing    |
| Prata  | BRA Arthur Zanetti |
| Bronze | JPN Koji Yamamuro  |

## Resultados

### Qualificatória
Esses são os resultados da qualificatória.
| Pos. | Ginasta             | Total  | Nota |
| ---- | ------------------- | ------ | ---- |
| 1    | CHN Chen Yibing     | 15,700 | Q    |
| 2    | BRA Arthur Zanetti  | 15,533 | Q    |
| 3    | JPN Koji Uemamuro   | 15,533 | Q    |
| 4    | NED Yuri van Gelder | 15,383 | Q    |
| 5    | USA Jonathan Horton | 15,366 | Q    |
| 6    | ITA Matteo Morandi  | 15,366 | Q    |
| 7    | VEN Regulo Carmona  | 15,333 | Q    |
| 8    | JPN Kohei Uchimura  | 15,233 | Q    |
| 9    | JPN Yusuke Tanaka   | 15,158 |      |
| 10   | RUS Denis Ablyazin  | 15,133 | R    |
| 11   | RUS Nikita Ignatyev | 15,100 | R    |
| 12   | JPN Kazuhito Tanaka | 15,033 |      |
| 13   | USA John Orozco     | 15,033 | R    |

- Q - qualificado para a final
- R - reserva

### Final
Esses são os resultados da final.
| Pos. | Ginasta             | Nota D | Nota E | Pen. | Total  |
| ---- | ------------------- | ------ | ------ | ---- | ------ |
|      | CHN Chen Yibing     | 6,800  | 9,000  |      | 15,800 |
|      | BRA Arthur Zanetti  | 6,500  | 9,100  |      | 15,600 |
|      | JPN Koji Yamamuro   | 6,700  | 8,800  |      | 15,500 |
| 4    | ITA Matteo Morandi  | 6,800  | 8,400  |      | 15,200 |
| 5    | NED Yuri van Gelder | 6,800  | 7,866  |      | 14,666 |
| 6    | JPN Kohei Uchimura  | 6,400  | 8,233  |      | 14,633 |
| 7    | USA Jonathan Horton | 6,100  | 8,200  |      | 14,300 |
| 8    | VEN Regulo Carmona  | 6,700  | 7,566  |      | 14,266 |